# Slag bij Naseby
De Slag bij Naseby was de beslissende slag in de Engelse Burgeroorlog. Op 14 juni 1645 werd het leger van Karel I van Engeland verslagen door het parlementaire New Model Army onder leiding van Thomas Fairfax en Oliver Cromwell.

## De beslissende overwinning
Het royalistische leger werd bij Naseby verpletterend verslagen. De koning verloor zijn ervaren infanterie, inclusief 500 officieren, al zijn artillerie en veel ander wapentuig. Voordat hij die vervangen had, kon hij geen veldslag meer aangaan. Hij zou nooit meer een leger van vergelijkbare kwaliteit op de been brengen.

## Geheime documenten
De parlementariërs hadden ook persoonlijke bezittingen van de koning buitgemaakt, waarin documenten werden gevonden waaruit bleek dat hij steun wilde zoeken bij de Ierse Katholieke Confederatie en bij katholieke Europese landen. De publicatie hiervan leverde het Long Parliament veel steun op om de oorlog tot het einde uit te vechten. Het jaar daarop eindigde de Eerste Engelse Burgeroorlog met een overwinning van het New Model Army.

## Vervolg
Fairfax heroverde Leicester op 18 juni, dat in mei nog door prins Rupert veroverd was. Daarna leidde hij zijn leger direct naar het zuidwesten, om Taunton te ontzetten en het door de royalisten bezette West Country (Zuidwest-Engeland) te veroveren.